# La Mort de la gazelle
Pour plus de détails, voir Fiche technique et Distribution.
La Mort de la gazelle est un documentaire réalisé par Jérémie Reichenbach en 2008.

## Synopsis
Depuis la fin des années 1980, une guérilla sporadique sévit au nord du Niger, quelque part aux confins du Sahara. En 2007, un groupe d’hommes en armes attaque une garnison militaire. Ils se réclament du MNJ (Mouvement des Nigériens pour la justice). Ils sont alors des centaines à rejoindre le mouvement. Jérémie Reichenbach filme quelques-uns de ces hommes qui se tiennent prêts à combattre dans une ambiance incertaine, entre guerre et paix. Sous la menace d’un ennemi invisible, isolés du monde, ils vivent dans l’attente d’un affrontement.

## Fiche technique
- Titre : La Mort de la gazelle
- Réalisation : Jérémie Reichenbach
- Production : Entre2prises
- Scénario : Jérémie Reichenbach
- Image : Jérémie Reichenbach
- Montage : David Jungman

## Distinctions
- Brive (France) 2009